# Jardín de Polífilo
El jardín de Polífilo se encuentra en Valencia, cerca del palacio de Congresos, con una superficie de casi 40 000 m². Se creó entre 1998 y 2000, con un diseño del estudio de paisajismo Citerea. Su nombre proviene del protagonista de Hypnerotomachia Poliphili, de Francesco Colonna. 
Se concibió como un jardín de evocación romántica, con diversas zonas diferenciadas con nombres como: Plaza de las Puertas del Destino, el Guardián de los Huertos, la Isla de Citerea, el Estanque de los Naranjos, la Plaza de los Cipreses o la Montaña Artificial. El parque se estructura a través de dos tramas superpuestas, una ortogonal a los ejes viarios y otra de diseño libre que articula diversos espacios de índole más íntima, con recorridos curvilíneos que establecen una relación más directa con la naturaleza. Tiene un especial protagonismo el agua, con diversas fuentes y estanques a lo largo de todo el terreno. La vegetación es principalmente mediterránea, con especies como laureles, naranjos, manzanos, cipreses, almeces, falsos plátanos, tipuanas, árboles del amor y jacarandas, así como rosas y jazmines como principales flores. También hay zonas de césped y setos que enmarcan los caminos.